# Peer Gynt (1918)
Peer Gynt ist ein 1919 entstandener, zweiteiliger deutscher Stummfilm, die einzige Filmarbeit des bedeutenden Berliner Theatermannes Victor Barnowsky, der bei der filmischen Umsetzung des Stoffes Hilfe von dem kinoerfahrenen Wiener Richard Oswald erhielt. Die Titelrolle spielte Heinz Salfner, dessen zweite Kinofilmhauptrolle (nach seinem Oberst Chabert, 1913/14) dies werden sollte. Weitere wichtige Parts spielten Ilka Grüning, Lina Lossen und Conrad Veidt. Die namensgleiche Vorlage Peer Gynt (1867) lieferte Henrik Ibsen.

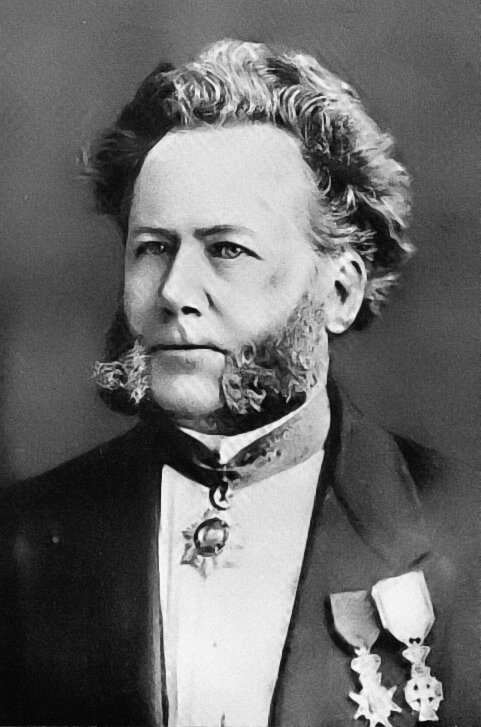
Der junge Henrik Ibsen, kurz nach der Veröffentlichung von Peer Gynt (um 1870)

## Handlung

### Erster Teil: Peer Gynts Jugend
Norwegen im 19. Jahrhundert: Peer Gynt ist ein kraftvoller Bauernbursche, der sich mit erfundenen Geschichten aus seiner armseligen Wirklichkeit zu stehlen versucht. Er verdrängt die Tatsache, dass sein Vater Jon Gynt, einst ein angesehener Mann in Dorf und Umkreis, Hof und Habe durch Misswirtschaft und Alkoholexzesse zu verlieren droht. In Peers Phantasie ist das heruntergekommene Haus noch immer ein prachtvoller Palast. Auch dass er selbst ein Tunichtgut ist, versteht Peer zu verdrängen. Er selbst sieht sich als Heros und versteht es, seine Mutter Aase glauben zu machen, was für ein „Teufelskerl“ er sei.
Aase, für die der Tagedieb und Träumer Peer ihr ein und alles bedeutet, verklärt in ihren Vorstellungen den jungen Mann, der nicht nur den Hof immer mehr verkommen lässt und sich in einer Welt von Trollen und Dämonen wähnt, sondern auch mit viel Begeisterung aber letztlich nur wenig Erfolg auf Freiersfüßen wandelt. Der Knopfgießer, eine Figur aus den Träumen seiner Kinderzeit, verführt Gynt zu einer Reihe von törichten Taten. Eines Tages entführt Peer Ingrid, die Braut eines anderen, während er zugleich die anständige und sittsame Solveig kennen lernt. Solveig ist das genaue Gegenteil von Gynt: bodenständig und treu. Sie wäre die Richtige, die ihn endlich auf den Pfad der Tugend bringen könnte. Doch den unruhigen Geist Peer zieht es in die Ferne.

### Zweiter Teil: Peer Gynts Wanderjahre und Tod
Peer glaubt, er müsse nun unbedingt in die „weite Welt“ aufbrechen, nach Abenteuer und Wohlstand suchen. Und so zieht es ihn fort, die herzensgute Solveig zurücklassend. Gynt erlebt in der Folgezeit die ersehnten Abenteuer. Drei Jahrzehnte später ist Peer Gynt in Afrika unter anderem durch Sklavenhandel reich geworden und hat sich schließlich in Marokko niedergelassen. Dort aber stehlen ihm seine Geschäftspartner sein Schiff und all seinen wertvollen Besitz. Sein Schiff sinkt, und Peer scheint sich mit seiner neuerlichen Armut arrangiert zu haben. In diesen Momenten findet er zu Gott und beginnt zu begreifen, was die wahren Werte des Lebens sind.
Eines Tages wird er durch bestimmte Umstände in die Sahara getrieben, wo er Rettung in einer Oase findet. Hier lernt er die ebenso geheimnisvolle wie seelenlose Anitra kennen, die erst sein Herz und schließlich auch noch seinen verbliebenen Besitz stiehlt. Doch noch immer hat er den Tiefpunkt seines Lebens nicht erreicht: In Kairo landet Peer Gynt in einem vom deutschen Arzt Dr. Begriffenfeldt geleiteten Irrenhaus. Doch schließlich hat er endlich auch einmal Glück. Hier trifft er auf Landsleute, vor Ort an Land gegangene Seefahrer, die bereit sind, den nunmehr geläuterten Peer Gynt zurück in die alte Heimat mitzunehmen. Alt und verarmt kehrt Peer Gynt heim, wo Solveig wie versprochen auf ihn gewartet hat. Und die treue Seele ist in all den Jahren nicht untätig geblieben: Sie hat den verkommenen Hof bewirtschaftet und wieder auf Vordermann gebracht. Sie sorgt nicht nur dafür, dass Gynt ein Heim, sondern bei ihr auch sein Seelenheil findet. Jetzt kann er in Frieden mit sich und seinem Leben sterben.

## Produktionsnotizen
Peer Gynt entstand im Spätsommer und Frühherbst 1918 in Berlin zwischen Oswalds Jettchen Geberts Geschichte und Die Reise um die Erde in 80 Tagen als Zweiteiler. Der erste Teil lief unter dem Titel Peer Gynts Jugend an, der zweite als Peer Gynts Wanderjahre und Tod. Der Film passierte im November (Teil 1) und Dezember 1918 (Teil 2) die Zensur. Die Länge des ersten Teils betrug 1864 Meter, verteilt auf fünf Akte, die des zweiten Teils 1425 Meter, ebenfalls verteilt auf fünf Akte. Zum Jahresende 1918 erfolgte eine erste Präsentation, Massenstart für beide Teile war der 6. April 1919 im Berliner Marmorhaus.

## Hintergründe, Wissenswertes, Kritiken
Der Peer Gynt galt als die Paraderolle des bis zum Anbruch der Tonfilmära nur unregelmäßig vor Kameras agierenden Theaterschauspielers Salfner (1877–1945). Er hatte den Gynt bereits bei dessen deutscher Premiere am Hoftheater seiner Heimatstadt München zu Beginn des 20. Jahrhunderts erstmals gespielt. Nach seiner Übersiedelung nach Berlin verkörperte Heinz Salfner erneut mit großem Erfolg den Gynt, diesmal am Lessing-Theater der Hauptstadt in einer gefeierten Inszenierung von Victor Barnowsky. Salfners Interpretation war derart erfolgreich, dass sich der Regisseur Richard Oswald entschloss, Barnowskys Inszenierung für eine Verfilmung zu übernehmen. Während sich Barnowsky um die Schauspielerführung kümmerte, sorgte sich Oswald um sämtliche filmische Aspekte und übte die Funktion eines „künstlerischen Oberleiters“ aus. Für den Theatermann Barnowsky war dies die einzige Berührung mit dem Medium Film.
Diese Peer Gynt-Verfilmung, die in die kurze Phase (1917/18) von Oswalds intensivem Interesse an Literaturadaptionen für die Leinwand fiel, fand nur wenig Anklang bei der Kritik. 
In Der Film war folgendes zu lesen: „Die Besetzung ist die gleiche wie die Originalbesetzung im Lessing Theater. Heinz Salfner, vielleicht der beste Bühnen-Peer Gynt, liefert eine hervorragende Performance (abgesehen von einigen Kleinigkeiten), Ilka Grüning als einsame Mutter Aase, Lina Lossen als Solveig (…) Gegen diese Verfilmung … spricht nichts, aber man wünscht sich, dass der beste Dramaturg und der erfahrenste Regisseur diese schwierige Aufgabe“ übernommen hätte. Dann heißt es, dass Viktor Barnowsky – beim „Theater ausgezeichnet“ – zu unerfahren als Filmregisseur sei. Schließlich: „Hätte er gelebt, hätte Henrik Ibsen den Film sicher anders gestaltet“.

Und noch 1935 nörgelte Oskar Kalbus im Kapitel „Das moderne Drama“ im deutschen Stummfilm:

„Auch Ibsen mußte dran glauben. Vor 1918 sind ‚Peer Gynt‘ in Deutschland und ‚Hedda Gabler‘ in Italien schlecht und recht verfilmt worden.“